# ميلان (نيوهامشير)
ميلان (بالإنجليزية: Milan, New Hampshire)‏ هي بلدة أمريكية تقع في الولايات المتحدة في مقاطعة كوس (نيوهامشير). يقدر عدد سكانها بـ 1,337 نسمة ومساحتها 167.2 كم2 وترتفع عن سطح البحر 346 متر.